# ابارا
ابارا کورپوریشن (به ژاپنی: 株式会社 荏原製作所) شرکت ماشین‌سازی ژاپنی است، که در زمینه طراحی، ساخت و توسعهٔ فناوری انواع پمپ‌های صنعتی، پمپ خلأ، انواع کمپرسورها، چیلر و دستگاه‌های تهویه مطبوع، انواع توربین‌ها، پیل‌های سوختی، برج‌های خنک‌کننده و رآکتورهای هسته‌ای فعالیت می‌نماید.
ابارا در سال ۱۹۱۲ توسط اینوکوچی آریا راه‌اندازی شد و اکنون مالک شرکت‌هایی چون ساموتو در ایتالیا و گروه الیوت در آمریکا می‌باشد. دفتر مرکزی این شرکت در اوتا، توکیو قرار دارد و بخشی از سهام آن در بازار بورس توکیو معامله می‌شود.
ابارا با بیش از یک سده تجربه به عنوان یک پیشرو جهانی در طراحی، توسعه و ساخت ماشین‌آلات صنعتی شناخته شده‌است. ابارا تمرکز ویژه‌ای بر تولید انواع پمپ، سامانه‌های پمپاژ و کمپرسورها در دامنه گسترده‌ای از کاربردها دارد. ابارا اکنون ۱۰۴ شرکت تابعه، ۱۵ شرکت‌های وابسته دارد و در ۱۷ کشور سه گروه اصلی کسب و کار را اداره می‌کند که شامل ماشین‌آلات و سامانه‌های سیال، مهندسی محیط‌زیست و ماشین‌آلات دقیق هستند.
واحد فروش و خدمات ابارا در ایالات متحده امریکا زیرشاخهٔ ابارا ژاپن، ارائه‌دهنده انواع پمپ‌های مهندسی، تجهیزات پمپ‌ها و خدمات مرتبط با آن در صنایع آب، فاضلاب، تجارت، شهری، انرژی و برق می‌باشد .